# Акмешит
Акмешит (каз. Ақмешіт, до 1999 г. — Захаровка) — село в Нуринском районе Карагандинской области Казахстана. Административный центр Акмешитского сельского округа. Находится примерно в 59 км к югу от районного центра, посёлка Нура. Код КАТО — 355249100.
В селе родился Герой Советского Союза Семён Лебедев.

## География
Село расположен на правом берегу реки Нура, вблизи дороги P-3 Астана — Кабанбай батыра — Темиртау.

## История
Село Захаровское основано в 1909 г.

## Население
В 1999 году население села составляло 1157 человек (590 мужчин и 567 женщин). По данным переписи 2009 года, в селе проживали 684 человека (322 мужчины и 362 женщины).